# Bruno Pérez
Bruno Luciano Pérez Domínguez (Córdoba, Provincia de Córdoba, Argentina; 18 de marzo de 2002) es un futbolista argentino que juega como mediocampista en Deportivo Madryn de la Primera B Nacional de Argentina.

## Trayectoria
Oriundo de Córdoba, es un producto de las divisiones inferiores de Belgrano. En la temporada 2019-20 fue cedido a préstamo al Compostela español, debiendo regresa a Argentina debido a la Pandemia de COVID-19. El año siguiente se trasladó a Chile, siendo cedido a Deportes Antofagasta de la Primera División.
Como miembro del equipo puma, formó parte de los suplentes en la derrota ante Universidad Católica por 4-0,debutando por el torneo de Primera División ante Everton el 21 de mayo de 2022. Su debut goleador lo tuvo a la siguiente temporada, marcando ante San Marcos de Arica en la victoria por 4-1 el 28 de mayo de 2023. En diciembre de 2023 terminó su préstamo.
En enero de 2024 regresó a su país natal, firmando por Deportivo Madryn de la Primera Nacional.

## Clubes
| Club                            | País      | Año       |
| ------------------------------- | --------- | --------- |
| Belgrano                        | Argentina | 2021-2023 |
| → Deportes Antofagasta (cedido) | Chile     | 2021-2023 |
| Deportivo Madryn                | Argentina | 2024-Act. |